# کاروی کوئن هیدرواری
کاروی کوئن هیدرواری (مجاری: Khuen-Héderváry Károly; زاده ۲۳ مهٔ ۱۸۴۹ – درگذشته ۱۶ فوریهٔ ۱۹۱۸) سیاستمدار اهل مجارستان بود. وی دو مرتبه از ۲۷ ژوئن ۱۹۰۳ تا ۳ نوامبر ۱۹۰۳ و از ۱۷ ژانویه ۱۹۱۰ تا ۲۲ آوریل ۱۹۱۲ نخست‌وزیر پادشاهی مجارستان بود.
وی در ۱۸۹۱ به دریافت نشان پشم زرین نائل شد.